# Lysterapi
Hos de fleste mennesker forårsager efterårsmørket en vis grad af nedtrykthed og træthed, der ofte fortsætter hele den lange mørke vinter igennem. Forskerne kalder dette fænomen, der påvirker menneskers humør og sundhed, vinterdepression (på engelsk, Seasonal Affective Disorder, SAD), eller hvis symptomerne er mindre udtalte, vintertræthed, som opstår pga. korte dage.
En behandlingsmåde er at behandle med klart lys. 75 % af de patienter, som lider af vinterdepression føler sig bedre tilpas efter behandling med lysterapi (lysbehandling).[kilde mangler]
Ofte består behandlingen i at sidde foran en lysskærm i et bestemt antal minutter, igen afhængig af lysstyrken, samt afstanden til lysskærmen.

## Dermatologisk lysbehandling
Blå lysbehandling er en ny form for lysbehandling af mild til moderat pletpsoriasis. Behandlingen sker med kortbølgede LED-lysdioder,[1] den er UV-fri og kan benyttes hjemme. Lysbehandling en kaldes blå, fordi dens korte lysbølger med bølgefrekvensen 453 nm, ser blå ud for det menneskelige øje. Lysstrålerne indeholder ikke de skadelige UVA og UVB stråler, som mange andre psoriasis lysbehandlinger, og behandlingen er gift- og kemikaliefri og skånsom mod huden.[1]
Opfinderne bag det blå LED-lys blev i sin tid tildelt en Nobelpris i fysik, fordi lyset er mere energieffektivt og miljøvenligt end normalt lys.[2] I dag får man den blå lysbehandling gennem en bærbar lyslampe, som man kan anvende hjemme. Lampen behandler med effekten af 40 små højeffektive LED dioder.
Hvordan virker blå lysbehandling
Det blå LED-lys stimulerer en række naturlige processer,[3] som huden har svært ved selv at regulere, når man har psoriasis. Lyset reducerer betændelsestilstande i huden og dæmper overproduktionen af hudcellerne, keratinocytter, som skaber det skællede hudlag, der normalt kendetegner pletpsoriasis.[4] Herved mindskes de ubehagelige symptomer som fortykning, rødmen og afskalning af huden på de psoriasispletter, der behandles med lyset.[5]
Forskningen bag den blå lysbehandling
Det blå lys er blevet testet for dets effekt gennem en række medicinske studier. Det første studie viste, at blåt lys med bølgelængden 453 nm har en positiv effekt på pletpsoriasis, som ovenover beskrevet.[6] I andre studier fulgte man patienter og behandlede dem med det blå lys i henholdsvis 4 uger[7] og 12 uger[8]. I begge forsøg viste det sig, at patienternes psoriasis symptomer blev markant forbedrede med stabilisering af både produktion af hudceller og betændelsestilstande i huden. Resultatet af det sidste forsøg var en tydelig forbedring af symptomer hos 80% af patienterne, og for nogle af patienterne forsvandt pletpsoriasisen helt.[9]
Hvem kan bruge blå lysbehandling
Som noget nyt inden for psoriasis lysbehandling, så er det blå lys særligt udviklet til at behandle mild til moderat pletpsoriasis. Normalt indeholder psoriasis lysbehandling nemlig UV-stråler, og derfor bliver det ofte kun tilbudt patienter med svær psoriasis. For ellers er bivirkningerne fra bestrålingen ofte for store til, at behandlingen kan forsvares i forhold til generne fra sygdommen. Blå lysbehandling er uden UV-stråler og kan derfor benyttes af patienter med mild til moderat pletpsoriasis.
Hvilke bivirkninger har blå lysterapi
Studierne om blå lysbehandling har vist, at LED-lyset ikke er giftigt for huden.[10] Lyset virker uden at anvende aktive ingredienser og kemikalier, og derfor undgår man de bivirkninger, som det ellers kunne have fremkaldt. I studiet, der blev færdiggjort i juni 2014 med 50 patienter på universitetshospitalet i Aachen i Tyskland, fandt man ingen negative bivirkninger ved den blå lysterapi.[11]